# Kammfinger
Die Kammfinger oder Gundis (Ctenodactylidae) sind eine Familie afrikanischer Nagetiere, zu der fünf rezente Arten in vier Gattungen gezählt werden.

## Merkmale
Gestaltlich haben Kammfinger eine entfernte Ähnlichkeit mit den südamerikanischen Meerschweinchen. Wie bei diesen ist der Körper kompakt und walzenförmig. Die Beine sind kurz und enden in jeweils vier Zehen. An den Hinterfüßen haben die beiden mittleren Zehen einen Borstenkamm, der den Tieren zu ihrem Namen „Kammfinger“ verholfen hat.

## Verbreitung und Lebensweise
Kammfinger sind am Nord- und Südrand der Sahara verbreitet. Hier leben sie in wüsten- und halbwüstenartigen Habitaten. Sie graben keine Baue und bauen keine Nester, sondern suchen Schutz in natürlichen Felsspalten. Kammfinger sind im Allgemeinen tagaktiv, ruhen aber während der Mittagshitze. Ihre Nahrung ist rein pflanzlich.

## Systematik

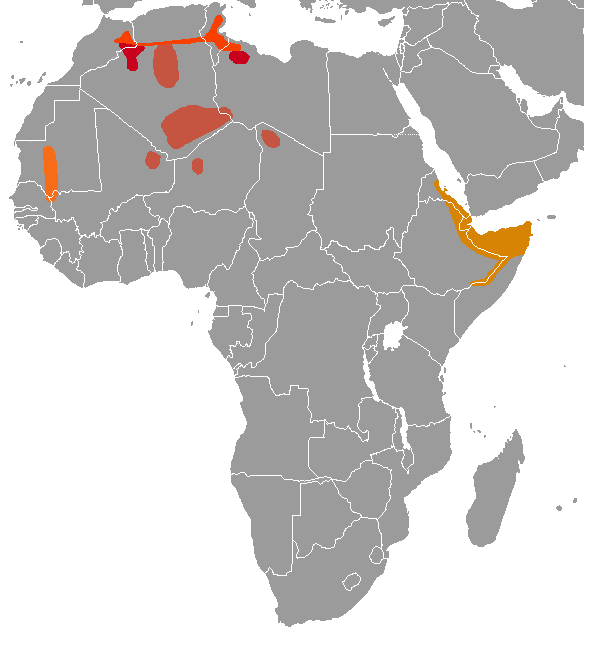
Die Verbreitungsgebiete der fünf Kammfingerarten im nördlichen Afrika. Im Westen Felou-Kammfinger, im Zentrum Mzab-Kammfinger, im Norden Eigentlicher Gundi (orange) und Val-Gundi (rot), weit im Osten Speke-Kammfinger

Die Verwandtschaftsbeziehungen der Kammfinger sind weitgehend unbekannt. Sicher ist, dass es sich bei den Kammfingern um eine ehemals weit verbreitete und artenreiche Nagetiergruppe handelt; vom Oligozän bis zum Pleistozän finden sich fossile Überreste von zahlreichen heute ausgestorbenen Gattungen und Arten in ganz Eurasien und Afrika. McKenna und Bell gruppieren die Kammfinger zusammen mit den fossilen Familien Sciuravidae (Eozän, Nordamerika und Asien), Ivanantoniidae (Eozän, Asien), Chapattimyidae (Eozän bis Miozän, Eurasien und Afrika) und Cylindrodontidae (Eozän bis Miozän, Nordamerika und Asien) in ein großes Taxon Ctenodactylomorphi oder Sciuravida, deren einzige Überlebende die Kammfinger demnach wären. Eine Vermutung ist, dass die Sciuravida zu den Stachelschweinverwandten (Hystricomorpha) gehören, wo sie die Schwestergruppe aller anderen Vertreter dieser Gruppe sind; beide seien sehr frühe Linien der Nagetiere und hätten sich bereits im Eozän oder davor voneinander getrennt.
Die neuentdeckte Laotische Felsenratte (Laonastes aenigmamus), die nach jüngsten Erkenntnissen in die ansonsten ausgestorbene Familie der Diatomyidae eingeordnet wird, könnte ebenfalls zu den Sciuravida gehören.
Folgende heute lebende Arten werden unterschieden:
- Speke-Kammfinger (Pectinator spekei)
- Felou-Kammfinger (Felovia vae)
- Mzab-Kammfinger (Massoutiera mzabi)
- Eigentlicher Gundi (Ctenodactylus gundi)
- Val-Gundi (Ctenodactylus vali)

## Haltung in Zoos
Im November 2011, als der Frankfurter Zoo mit der Gundihaltung begann, galten Kammfinger als Rarität in zoologischen Gärten: Weltweit wurden sie nur in zehn Zoos gehalten. Im Jahr 2020 waren Gundis bereits in 25 Zoos allein in Europa zu sehen.